# 애프터 라이프 (2009년 영화)
《애프터 라이프》(영어: After.Life)는 미국에서 제작된 아그니에슈카 보이토비치보슬로 감독의 2009년 심리 공포, 미스터리, 스릴러, 드라마 영화이다. 크리스티나 리치 등이 주연으로 출연하였고 빌 퍼킨스 등이 제작에 참여하였다.

## 출연진

### 주연
- 크리스티나 리치
- 리엄 니슨
- 저스틴 롱

### 조연
- 챈들러 캔터베리
- 실리아 웨스턴
- 조시 찰스
- 로즈메리 머피
- 슐러 헨즐리
- 맬러키 매코트
- 앨리스 드러먼드

## 제작진
- 공동제작: 조이 굿윈
- 공동제작: 리바 마커
- 미술: 포드 휠러
- 의상: 루카 모스카
- 제작보조: 마미 아카리
- 세트: 토라 피터슨
- 배역: 매슈 러솔